# Протестантская церковь Кирибати
Протестантская церковь Кирибати (англ. The Kiribati Protestant Church, KPC) — христианская организация в Океании.
Прежнее название — Протестантская церковь островов Гилберта (англ. Gilbert Islands Protestant Church). 

## Предыстория
Из-за своей удаленности и небольшого присутствия европейцев острова Гилберта и Эллис игнорировались христианскими миссиями до второй половины XIX века. Протестантские миссионеры (например, Хирам Бингхэм), посланные Американским советом уполномоченных по иностранным миссиям, впервые прибыли на территорию нынешнего Кирибати в 1857 году, а миссионеры из Лондонского миссионерского общества прибыли в 1870 году. 

## История
Миссии в основном полагались на местных жителей островов в качестве учителей и пасторов. Новообращенным протестантам служили пасторы с Гавайев и Самоа до начала XX-го века, после чего эту роль взяли на себя Тувалу и Кирибати, прошедшие обучение в Ронго-ронго и на Беру. В 1968 году состоялась первая общая ассамблея «Протестантской церкви островов Гилберта» (англ. Gilbert Islands Protestant Church), чтобы организовать автономную церковь. 
В 1979 году, когда после обретения независимости острова Гилберта были переименованы в Кирибати, церковь изменила свое название на новое — «Протестантская церковь Кирибати». 

## Доктрина
Первоначально церковь была основана как конгрегационалистская деноминация.

## Современное положение
В 2014 году, после проводимого два раза в год церковного собрания «Маунгатабу», которое проводилось на острове Арораэ, церковь сменила название на «Объединяющую церковь Кирибати». Слово «объединяющая» было призвано отражать то, что церковь стремилась стать союзом нескольких протестантских конфессий Кирибати, включая конгрегационалистов, евангелистов, англикан и пресвитериан. Этот шаг спровоцировал немедленный конфликт и последующее воссоздание первоначального названия «Протестантская церковь Кирибати».

## Статистика
Насчитывая примерно 10 000 членов и 136 общин, церковь была второй по величине религиозной группой в Кирибати до создания новой Объединяющей церкви Кирибати и ныне составляет примерно 8 процентов населения страны.

## Внешние ссылки
- Томас Скарборо, Протестантская церковь Кирибати (KPC) : отчет южноафриканского миссионера из Лондонского миссионерского общества за 2003 год.